# 小維克尼尼
49°55′32″N 25°53′49″E / 49.92556°N 25.89694°E
小維克尼尼（烏克蘭語：Малі Вікнини），是烏克蘭的村落，位於該國西部捷爾諾波爾州，由克列梅涅茨區負責管轄，始建於1445年，面積1.39平方公里，2001年人口487，人口密度每平方公里350.4人。